# سايتوكروم c أوكسيداز
سايتوكروم سي أوكسيديز (بالإنجليزية: Cytochrome c peroxidase)‏ هو إنزيم يعد المفتاح في انجاز العديد من العمليات الضرورية للكائن الحي مثل عملية الفسفرة التاكسدية(Oxidative phosporylation) والتي تتضمن جمع وخزن الطاقة خلال عملية تكوين الـ ATP، وفي عملية الترسيب المناسب والصحيح كمادة الـ myelin حول الانسجة العصبية.

## رد الفعل
السيتوكروم البيروكسيديز يمكن أن تتفاعل مع الهايدروبروكسيدز (hydroperoxides) وغيرها من بيروكسيد الهيدروجين، ولكن معدل رد الفعل مع الهايدروبروكسيدز أبطأ بكثير من بيروكسيد الهيدروجين.
تم عزل السايتوكروم سي أوكسيديز للمرة الأولى من خميرة الخباز بواسطة التسكول RA Altschul، ابرامز، وهوجينز(Hogness) في عام 1940،  ولكن لم يكن مئة بالمئة على درجة عالية من النقاء. وأول إعداد لتنقيته من الخميرة CCP يعود إلى الياباني تاكاشي يونيتاني حيث أعده بواسطة التبادل الأيوني اللوني في عام 1960في وقت مبكر. وتم العمل به على هيكل الأشعة السينية من قبل توماس بولوس وزملاءه في أواخر 1970.
CCP + H2O2 + 2 ferrocytochrome c + 2H+ → CCP + 2H2O + 2 ferricytochrome c
رد عملية الفعل للسايتوكروم سي أوكسيديز تشبه إلى حد كبير الكاتالاز، حيث ان رد الفعل من السيتوكروم سي لعائدات البيروكسيديز تتم من خلال ثلاث خطوات، فتشكل أول مركب A-CCP الأول والثاني ثم CCP-مركب:
CCP + ROOH → CCP-مركب I + ROH + H2O
CCP-مركب I + e- + H+ → CCP-مركب II
CCP-مركب II + e- + H+ → CCP

## وصلات خارجية
- Cytochrome c peroxidase, maintained by the Kraut Research Group.
- The UniProt entry for yeast cytochrome c peroxidase.